# Баташата
Баташата — деревня в Добрянском городском округе Пермского края. Ранее деревня входила в состав Перемского сельского поселения Добрянского района.

## Географическое положение
Деревня Баташата расположена в нижнем течении реки Ключанки, к северо-востоку от села Перемского.
В западной части населённого пункта проходит участок Лёвшино — Няр Свердловской железной дороги, на котором в районе деревни расположен остановочный пункт Баташата (до января 2022 года — 98 км).

## Население
| 2010 |
| ---- |
| 1    |

## Топографические карты
- Лист карты O-40-43 Парма. Масштаб: 1 : 100 000. Состояние местности на 1980 год. Издание 1987 г.